# Mary Astell
Mary Astell (12 de novembre del 1666 - 11 de maig del 1731) va ser una figura anglesa important del protofeminisme, que va centrar els seus esforços a aconseguir les mateixes oportunitats en educació per a homes i dones.
Va fundar a Chelsea una escola amb donatius d'aristòcrates i intel·lectuals de l'època i va fer-se famosa pels debats que convocava a la seva llar. Va resumir el seu pensament en A Serious Proposal to the Ladies, for the Advancement of Their True and Greatest Interest, llibre que barreja catolicisme i liberalisme i que va ser fortament criticat. Al segle XVII Mary Astell va deixar de consumir carn.